# Cine París
El Cine París va ser una sala d'exhibició cinematogràfica situada a l'Avinguda del Portal de l'Àngel, 11-13 de Barcelona, construïda al solar de la Casa Peguera.

## Història
Va ser inaugurat el 21 de juny del 1928 amb la pel·lícula Beethoven (la novela de un genio), protagonitzada per Fritz Kortner.
El 1988 va patir un incendi que gairebé el va fer desaparèixer; no obstant això, va ser reformat i va reobrir com a cine multisala.
El 18 de febrer del 2007 s'hi van fer les darreres projeccions, amb les pel·lícules Volver de Pedro Almodóvar i La vida abismal de Ventura Pons. Tot i que la sala tenia una bona afluència (entre 50.000 i 80.000 espectadors a l'any), el seu propietari, el Grup Balañà, va decidir vendre l'immoble al Grup Inditex, que el va enderrocar per a construir-hi una botiga de roba de la cadena Zara.

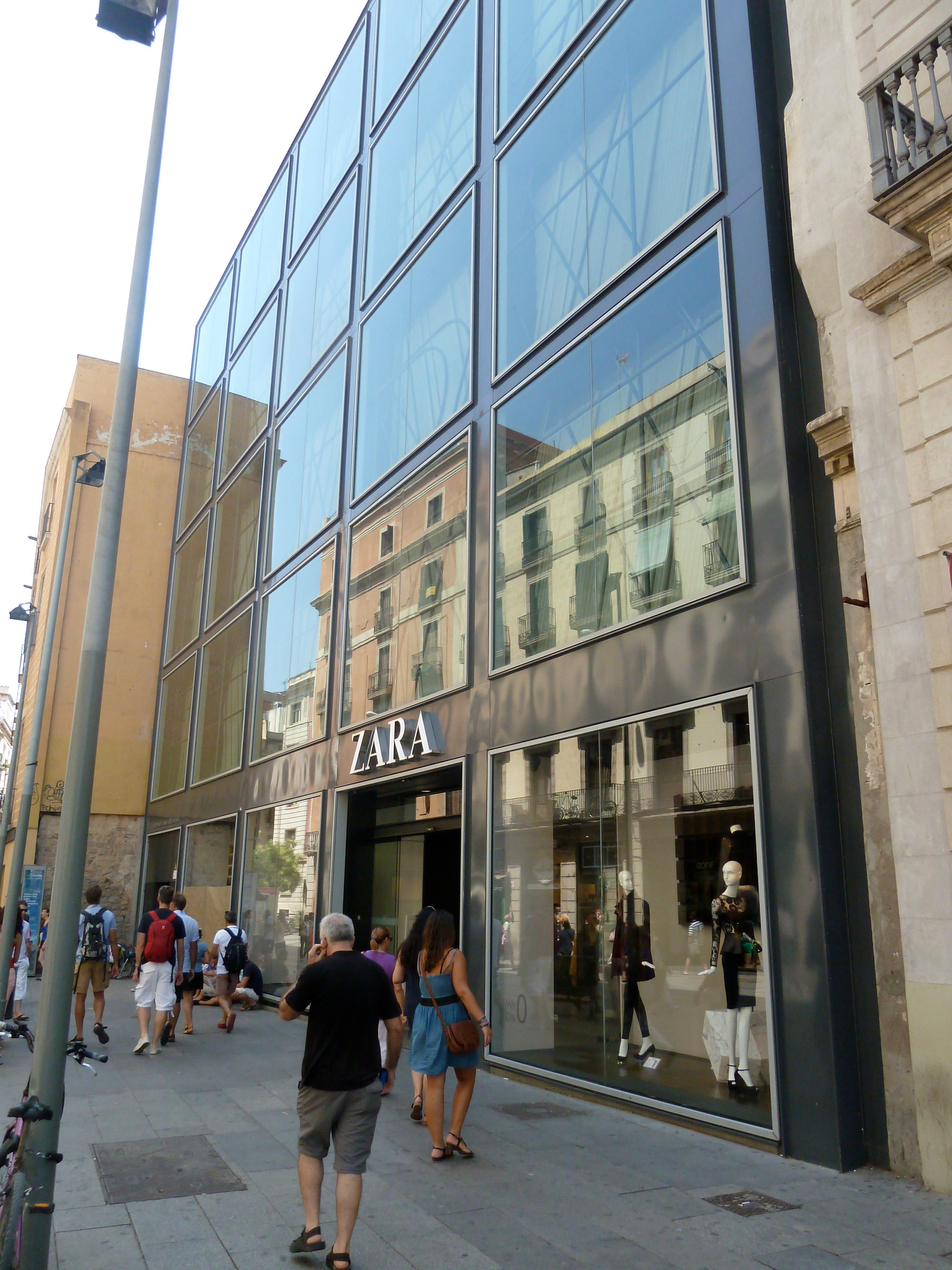
Botiga Zara a l'avinguda del Portal de l'Àngel